# Beth Hart
Beth Hart (ur. 24 stycznia 1972 w Los Angeles, w stanie Kalifornia) – amerykańska wokalistka i pianistka, której sławę przyniosła piosenka "LA Song (Out of This Town)". Jej muzyka oscyluje na pograniczu rocka, gospel i bluesa. 
Jej pierwszym dużym sukcesem był występ w roli Janis Joplin w off-broadwayowskim musicalu "Love, Janis". W 1996 roku wydała pierwszy oficjalny album Immortal. Prawdziwym sukcesem okazał się jej drugi album Screamin' for My Supper z 2000 roku. 
W 2010 roku do współpracy zaprosił ją Slash, z którym nagrała utwór "Mother Maria". Nagrywała także z Joe Bonamassą i Lesem Paulem.

## Dyskografia

### Albumy solowe
| 1996                           | Immortal - Data: 21 maja 1996 - Wydawca: Lava Records/Atlantic                  | —  | –  | –   | –  | –  | –  | –  | –  | –  | –  | –  |
| 1999                           | Screamin' for My Supper - Data: 3 sierpnia 1999 - Wydawca: 143 Records/Atlantic | —  | –  | 143 | 22 | –  | –  | –  | –  | –  | –  | 97 |
| 2003                           | Leave the Light On - Data: 21 października 2003 - Wydawca: Koch Records         | —  | 5  | –   | 21 | 23 | –  | –  | –  | –  | –  | 17 |
| 2007                           | 37 Days - Data: 6 sierpnia 2007 - Wydawca: Universal Music                      | —  | 1  | –   | –  | 18 | –  | –  | –  | –  | –  | 14 |
| 2010                           | My California - Data: 11 października 2010 - Wydawca: Mascot Records            | —  | 13 | –   | –  | 11 | –  | –  | –  | –  | –  | 12 |
| 2012                           | Bang Bang Boom Boom - Data: 8 października 2012 - Wydawca: Provogue             | 52 | 6  | –   | –  | 24 | 40 | 59 | 34 | 50 | 39 | 8  |
| 2015                           | Better Than Home - Data: 10 kwietnia 2015 - Wydawca: Provogue                   | 33 | 39 | 133 | –  | 16 | 47 | 39 | 5  | 11 | 11 | 1  |
| 2016                           | Fire on the Floor - Data: 14 października 2016 - Wydawca: Provogue              | 28 | –  | –   | –  | 28 | 51 | 41 | 13 | 18 | 18 | 6  |
| 2019                           | War in My Mind - Data: 27 września 2019 - Wydawca: Mascot/Provogue              | 19 | –  | –   | –  | 34 | –  | –  | 13 | 26 | 6  | 9  |
| "—" pozycja nie była notowana. |                                                                                 |    |    |     |    |    |    |    |    |    |    |    |

### Duety
| 2011                           | Don’t Explain (oraz Joe Bonamassa) - Data: 27 września 2011 - Wydawca: Provogue      | 120 | 22 | 3  | –  | 12 | 25 | 90 | 50 | 32 | 17 | –  | 9  | - POL: złota płyta |
| 2013                           | Seesaw (oraz Joe Bonamassa) - Data: 20 maja 2013 - Wydawca: J&R Adventures           | 47  | 27 | 22 | 44 | 4  | 25 | 87 | 28 | 20 | 19 | 37 | 11 |                    |
| 2018                           | Black Coffee (oraz Joe Bonamassa) - Data: 26 stycznia 2018 - Wydawca: J&R Adventures | 63  | 7  | –  | 30 | 14 | 27 | –  | 3  | 7  | 4  | 6  | 1  | - POL: złota płyta |
| "—" pozycja nie była notowana. |                                                                                      |     |    |    |    |    |    |    |    |    |    |    |    |                    |

### Albumy koncertowe
| 2005                          | Live at Paradiso - Data: 6 września 2005 - Wydawca: Koch Records                       | 88 | –  | –  | –  | –  | –  | – |                    |
| 2014                          | Live in Amsterdam (oraz Joe Bonamassa) - Data: 24 marca 2014 - Wydawca: J&R Adventures | 13 | 49 | 87 | 62 | 40 | 27 | 8 | - POL: złota płyta |
| „–” pozycja nie była notowana |                                                                                        |    |    |    |    |    |    |   |                    |

### Single
| 1996                           | "God Bless You"                | –  | —  | —  | —  | Immortal                |
| 1999                           | "L.A. Song (Out Of This Town)" | 88 | —  | 1  | 66 | Screamin' for My Supper |
| 1999                           | "Delicious Surprise"           | –  | —  | –  | —  | Screamin' for My Supper |
| 2004                           | "Leave the Light On"           | –  | 89 | 25 | 90 | Leave the Light On      |
| 2004                           | "World Without You"            | –  | —  | –  | —  | Leave the Light On      |
| 2005                           | "Learning To Live"             | –  | —  | –  | 83 | 37 Days                 |
| 2007                           | "Good As It Gets"              | –  | —  | –  | —  | 37 Days                 |
| 2010                           | "Life Is Calling"              | –  | —  | –  | —  | My California           |
| 2012                           | "Bang Bang Boom Boom"          | –  | —  | —  | —  | Bang Bang Boom Boom     |
| "—" pozycja nie była notowana. |                                |    |    |    |    |                         |

### Inne
| Rok  | Tytuł |
| ---- | --- |
| 1993 | Beth Hart and the Ocean of Souls - Data: 1993 (reedycja: 20 kwietnia 2009) - Wydawca: b.d. (reedycja: Razz Records) |